# Józef Łaszewski
Józef Łaszewski (ur. 30 listopada 1901 w Warszawie, zm. po 1945) – profesor, wioślarz, olimpijczyk z Amsterdamu 1928.
Członek ósemki AZS Warszawa, która w 1925 i 1927 roku zdobyła złoty, a w 1928 i 1929 brązowy medal mistrzostw Polski. W roku 1929 zdobył wicemistrzostwo Polski w czwórce ze sternikiem.

Był akademickim wicemistrzem świata w ósemce (1927) oraz brązowym medalistą mistrzostw Europy w tym samym roku. Na igrzyskach olimpijskich w 1928 r. zajął 4. miejsce w ósemkach. W 1945 wyjechał do Kolumbii. Był profesorem na Uniwersytecie w Bogocie.